# اشتراسن (تیرول)
اشتراسن تیرول (به آلمانی: Strassen) یک منطقهٔ مسکونی در اتریش است که در لاینس واقع شده‌است. اشتراسن تیرول ۱۷٫۰۵ کیلومتر مربع مساحت دارد ۱٬۰۹۹ متر بالاتر از سطح دریا واقع شده‌است.